# Lagoaça e Fornos
Lagoaça e Fornos (oficialmente: União das Freguesias de Lagoaça e Fornos) é uma freguesia portuguesa do município de Freixo de Espada à Cinta, com 64,27 km² de área e 443 habitantes (censo de 2021). A sua densidade populacional é 6,9 hab./km².

## História
Foi constituída em 2013, no âmbito de uma reforma administrativa nacional, pela agregação das antigas freguesias de Lagoaça e Fornos e tem a sede em Lagoaça.

## Demografia
A população registada nos censos foi:
| Distribuição da População por Grupos Etários | Distribuição da População por Grupos Etários | Distribuição da População por Grupos Etários | Distribuição da População por Grupos Etários | Distribuição da População por Grupos Etários |
| -------------------------------------------- | -------------------------------------------- | -------------------------------------------- | -------------------------------------------- | -------------------------------------------- |
| Ano                                          | 0-14 Anos                                    | 15-24 Anos                                   | 25-64 Anos                                   | > 65 Anos                                    |
| 2001                                         | 51                                           | 69                                           | 369                                          | 331                                          |
| 2011                                         | 48                                           | 26                                           | 257                                          | 286                                          |
| 2021                                         | 24                                           | 27                                           | 167                                          | 225                                          |

À data da junção das freguesias, a população registada no censo anterior (2011) foi:
| Freguesia atual  | Freguesia atual  | Freguesia atual | Freguesias antigas | Freguesias antigas | Freguesias antigas |
| Freguesia        | População (2011) | Área (km²)      | Freguesia          | População (2011)   | Área (km²)         |
| ---------------- | ---------------- | --------------- | ------------------ | ------------------ | ------------------ |
| Lagoaça e Fornos | 617              | 64,27           | Lagoaça            | 411                | 35,59              |
| Lagoaça e Fornos | 617              | 64,27           | Fornos             | 206                | 28,68              |